# Kubanski krokodil
Kubanski krokodil (lat. Crocodylus rhombifer) gmaz je iz reda krokodila. 
Endem je kubanske močvare Zapata i otoka Isla de la Juventud. Živi uglavnom u slatkovodnim staništima, kao što su močvare, bare i rijeke, i rijetko pliva u slanoj vodi. Kubanski krokodil je najviše od svih krokodila prilagođen kopnu.

## Opis
S obzirom na veličinu drugih krokodila, mala je vrsta, dug je 2-3.5 metra (postoje neke jedinke koje su dosegle 5 metara). Malo je manji od američkog krokodila. Mužjaci su veći od ženki. Ima kratku, široku glavu s koštanim grebenom koji se nalazi iza očiju. Ima 66-68 velikih zubi.
Ima brojne zanimljive karakteristike koje ga razlikuju od drugih krokodila, kao što su svjetlija boja odraslih jedinki, hrapavije ljuske i duge, snažne noge. Mladi krokodili imaju svjetlu šarenicu, koja s dobi postaje tamnija. 
Dobar je plivač, a također je vješt i u hodanju i skakanju, tako da se jednako dobro snalazi i u vodi i na kopnu. Kontrola temperature je važna, jer ne može metabolički proizvesti toplinu. Upija toplinu sunca ili tople vode, posebno u jutarnjim satima kada je hladan i teturav, ili nakon obroka, kada temperatura podiže metabolizam. Među ovim krokodilima postoji hijerarhija na temelju spola, veličine i naravi.

## Ishrana
Mladi kubanski krokodili hrane se malim ribama, vodenim člankonošcima i rakovima, dok prehranu odraslih čine mali sisavci, ribe i kornjače. Kubanski krokodil ima tupe stražnje zube, koji pomažu u drobljenju ljuske kad ulovi kornjaču. U zatočeništvu obično se hrani ribama ili zečevima

## Razmnožavanje
Postoje mnoge nedoumice oko stvarnog načina ponašanja prilikom gniježdenja. Iako postoje izvještaji da se gnijezde u rupama koje iskopaju, zatočeni krokodili grade gnijezdo u obliku nasipa (što je također moguće i u divljini). Ovi krokodili razmnožavaju se u svibnju i lipnju. Moguće je da se gniježdenje odvija ovisno o okolnostima (npr. dostupnost materijala za gnijezdo). Obično se u gnijezdo stavlja 30-40 jaja dugih 5-7.6 centimetara. Mali krokodili izlegnu se nakon 58-70 dana. Spol mladih određuje temperatura gnijezda. Životni vijek kubanskog krokodila je 50-75 godina.
U divljini često se križa s američkim krokodilom, jer im se početak sezone razmnožavanja poklapa. U svim slučajevima, smatra se da su hibridi plodni, i to predstavlja opasnost za genetsku čistoću vrste.

## Status zaštite
Kritično je ugrožena vrsta, misli se da je prije obitavao u Karibima. Ograničeno stanište i raspon čine ga ranjivim. Ljudi su ga lovili toliko da su ga gotovo doveli do izumiranja. Lov se znatno povećao 1990-ih godina zbog prodaje mesa privatnim restoranima. Problem je i hibridizacija, najčešće s američkim krokodilom. Nijedna od ovih prijetnji nije riješena. Provode se mjere zaštite, kao što su programi gniježdenja u zatočeništvu, ponovno uvođenje i zaštićena područja.
Fosili su mu pronađeni na Kajmanskim otocima i Bahamima.